# Maunt Mu Paing Shin
Maunt Mu Paing Shin er en burmesisk film fra 2000.Filmen vandt for bedste kameramand ved Best Cameraman at the Burmese Film Awards.